# Alexander Bard

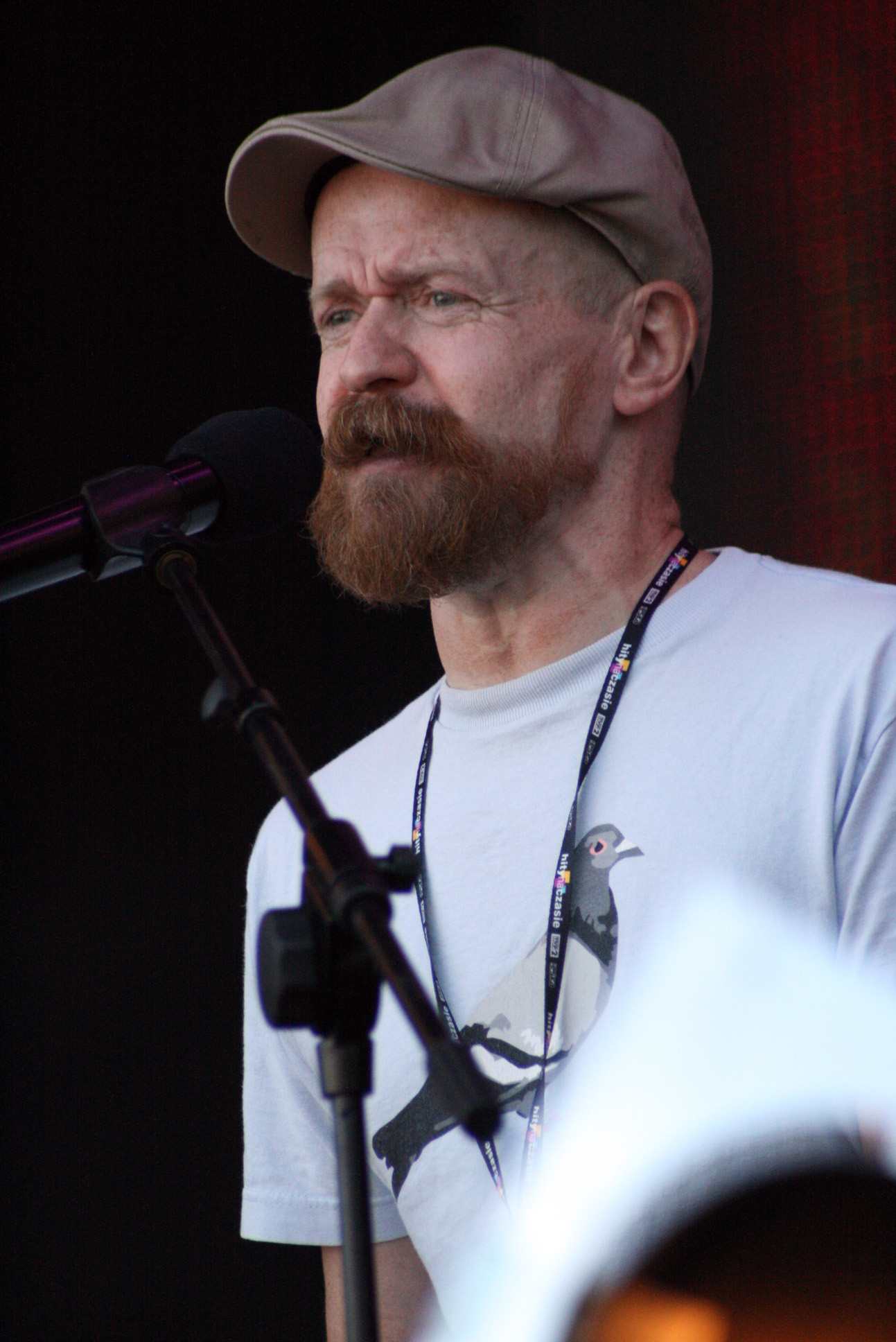
Alexander Bard, 2007

Alexander Bengt Magnus Bard (* 17. März 1961 in Motala als Bengt Magnus Bard) ist ein schwedischer Künstler, Autor, Liedtexter und Sänger. Er wurde bekannt als Gründer der Popband Army of Lovers.

## Leben
Nach seiner Schulzeit studierte Bard in den Vereinigten Staaten und in Amsterdam sowie zurück in Schweden an der Handelshochschule Stockholm von 1984 bis 1988 Wirtschaftswissenschaft. Neben seinem Studium begann Bard sich für Philosophie zu interessieren und erste Texte zu schreiben. Ab 1996 gab er Vorträge und spezialisierte sich auf die sozialen Implikationen der interaktiven Revolution im Bereich der Sozialtheorien.
Gemeinsam mit seinem Landsmann Jan Söderqvist schrieb Bard drei Bücher in der sogenannten Futurica-Trilogie.
Bard lebt in Stockholm und ist konvertierter Anhänger des Zoroastrismus. Den Vornamen Alexander nahm er nach seiner Konversion an.

## Musikalische Karriere
Neben seinen Arbeiten als Autor begann Bard 1982 als Musiker zu arbeiten. Seine erste Single Life in a Goldfish Bowl brachte er im selben Jahr unter dem Namen Baard heraus.
Für sein zweites Album gründete Bard 1987 die schwedische Band Army of Lovers. Der Band gehörten des Weiteren Jean-Pierre Barda und La Camilla an. Mit Army of Lovers hatte er internationale Erfolge und über 20 Hits, die sich europaweit platzierten, darunter Crucified, Obsession (beide 1991), Israelism (1993) und Lit de Parade (1994). Mit dieser Band setzte Bard fünf Studioalben um und produzierte über 20 Musikvideos. 1996 wurde die Band aufgelöst.
Bard startete im Anschluss mit Vacuum eine weitere Band, bei der Marina Schiptjenko und Matthias Lindblom mitsangen. Die erste Debütsingle von Vacuum, I Breathe, war eine der meistverkauften Singles in Schweden des Jahres 1997 und erreichte die Singlecharts in Italien. Die folgenden Singles waren weniger erfolgreich und nach zwei Alben verließ Bard die Band.
Nach kurzem Neustart der Band Army of Lovers 2001 für einige neue Tracks und eine Sammlung ihrer größten Hits, begann Bard für die Band Alcazar Lieder für deren ersten beiden Alben zu schreiben und zu produzieren. Seit 2005 produziert Bard für die Band Bodies Without Organs mit den Sängern Marina Schiptjenko und Martin Rolinski. 2010 erschien die erste EP seines neuen Projekts Gravitonas. Drei weitere EPs folgten sowie 2011 ein erstes Album.
Zudem schrieb Bard weitere Lieder für verschiedene andere schwedische Einzelinterpreten seit den 1980er, unter anderem für Ola Håkansson und Tim Norell, in den frühen 1990er für Anders Wollbeck und Per Adebratt sowie insbesondere für Anders Hansson und Henrik Wikström.
Bard ist Mitgründer des Musiklabels Stockholm Records.

## Werke (Auswahl)
- Nätokraterna (engl.: Netocracy: The New Power Elite & Life After Capitalism)
- Det globala imperiet (engl.: The Global Empire)
- Kroppsmaskinerna (engl.: The Body-Machines)
- mit Jan Söderqvist: Digitale Libido: Sex, Macht und Gewalt in der Netzwerkgesellschaft. Phänomen-Verlag, 2020, ISBN 978-84-12-20124-6.
- mit Jan Söderqvist: Syntheismus: Gott im Internetzeitalter erschaffen. Phänomen-Verlag, 2021, ISBN 978-8-412-35516-1.